# Aleksandr Kandel
Aleksandr Jefimovitsj Kandel (Russisch: Александр Ефимович Кандель) (Nizjni Tagil, 3 februari 1935 - Jekaterinenburg, 10 mei 2005) was een Russisch basketbalspeler die speelde voor de nationale ploeg van de Sovjet-Unie. Hij kreeg de onderscheiding Meester in de sport van de Sovjet-Unie (1991).

## Carrière
Kandel begon zijn carrière bij Team Sverdlovsk in 1953. In 1958 stapte hij over naar Troed Sverdlovsk. Na een jaar ging Kandel spelen voor Oeralmasjzavod Sverdlovsk dat in 1962 werd hernoemd in Oeralmasj Sverdlovsk. In 1976 stopte hij met basketbal.
Kandel won de gouden medaille voor de Sovjet-Unie op de Europese Kampioenschappen in 1961.

## Coach
Kandel was speler/coach van Oeralmasj Sverdlovsk 1969 tot 1973 en hoofdcoach van 1973 tot 1976. In 1991 werd hij hoofdcoach van het damesteam van UMMC Jekaterinenburg. In 1996 stopte hij als coach.

## Erelijst
- Landskampioen Russische SFSR: 17
  - Winnaar: 1956, 1957, 1958, 1959, 1960, 1961, 1962, 1964, 1965, 1966, 1967, 1968, 1969, 1970, 1971, 1972, 1973
- Europees kampioenschap: 1
  - Goud: 1961